# Tour de France 2021/1. Etappe
Die 1. Etappe der Tour de France 2021 führte am 26. Juni 2021 über 197,8 Kilometer von Brest nach Landerneau.
Sieger der Auftaktetappe und damit erster Träger des Gelben Trikots wurde Julian Alaphilippe (Deceuninck-Quick-Step). Acht Sekunden hinter ihm führte Michael Matthews (BikeExchange) vor dem Vorjahreszweiten Primož Roglič eine zwanzigköpfige Verfolgergruppe ins Ziel.

## Verlauf
Nach ca. 15 Kilometern löste sich eine sechsköpfige Spitzengruppe mit Ide Schelling (Bora-hansgrohe), Anthony Perez (Cofidis), Connor Swift (Arkea–Samsic), Cristian Rodriguez (TotalEnergies), Danny van Poppel (Intermarché-Wanty-Gobert) und Franck Bonnamour (B&B Hotels p/b KTM) ab, die sich einen Maximalvorsprung von 3:45 Minuten erarbeitete. Im vierten kategorisierten Anstieg (Côte de Stang Ar Garront) attackierte nach 115 Kilometern Schelling seine Begleiter, die 18 Kilometer später vom Peloton eingeholt wurden. Er gewann auch im Solo den Zwischensprint und den fünften kategorisierten Anstieg (Côte de Saint-Rivoal), womit er das Gepunktete Trikot übernahm. Kurz nach der Côte de Saint-Rivoal verursachte eine unvorsichtige Zuschauerin einen Massensturz, indem sie ein Schild auf die Strecke hielt, mit dem sie „Allez Omi Opi“  grüßte. Der deutsche Fahrer Tony Martin kollidierte mit diesem Schild, und der Massensturz war die Folge. Aufgrund dieses Sturzes musste Jasha Sütterlin (Team DSM) das Rennen aufgeben. 27 Kilometer vor dem Ziel wurde Schelling eingeholt. Ein weiterer Massensturz ereignete sich sieben Kilometer vor dem Ziel, der weitere Fahrer zur Aufgabe zwang. Vorbereitet von seinem Team attackierte Alaphilippe in der drei Kilometer langen Schlusssteigung ca. 2300 Meter vor dem Ziel.
Infolge der Stürze verloren zahlreiche Mitfavoriten Zeit in der Gesamtwertung: Miguel Ángel López (Movistar) 1:59 Minuten, der Sieger des Critérium du Dauphiné 2021 Richie Porte (Ineos Grenadiers) 2:26 Minuten, sein Teamkollege und Sieger des Giro d’Italia 2020 Tao Geoghegan Hart 6:47 Minuten sowie die Israel-Start-Up-Nation-Fahrer Daniel  Martin 5:43 Minuten und Michael Woods 8:49 Minuten.

## Ergebnis
| \| Etappenergebnis \| Etappenergebnis \| Etappenergebnis \| Etappenergebnis \| Etappenergebnis \| \| Fahrer \| Fahrer \| Land \| Team \| Zeit \| \| --------------- \| ------------------ \| ---------------------- \| --------------------- \| --------------- \| \| 1. \| Julian Alaphilippe \| Frankreich \| Deceuninck-Quick Step \| 4 h 39 min 05 s \| \| 2. \| Michael Matthews \| Australien \| BikeExchange \| + 8 s \| \| 3. \| Primož Roglič \| Slowenien \| Jumbo-Visma \| + 8 s \| \| 4. \| Jack Haig \| Australien \| Bahrain Victorious \| + 8 s \| \| 5. \| Wilco Kelderman \| Niederlande \| Bora-Hansgrohe \| + 8 s \| \| 6. \| Tadej Pogačar \| Slowenien \| UAE Team Emirates \| + 8 s \| \| 7. \| David Gaudu \| Frankreich \| Groupama-FDJ \| + 8 s \| \| 8. \| Sergio Higuita \| Kolumbien \| EF Education-Nippo \| + 8 s \| \| 9. \| Bauke Mollema \| Niederlande \| Trek-Segafredo \| + 8 s \| \| 10. \| Geraint Thomas \| Vereinigtes Königreich \| Ineos Grenadiers \| + 8 s \| |                    |                        |                       |                 |
| |                    |                        |                       |                 |
| Quelle: ProCyclingStats |                    |                        |                       |                 |
| Etappenergebnis |                    |                        |                       |                 |
| Fahrer | Fahrer             | Land                   | Team                  | Zeit            |
| 1. | Julian Alaphilippe | Frankreich             | Deceuninck-Quick Step | 4 h 39 min 05 s |
| 2. | Michael Matthews   | Australien             | BikeExchange          | + 8 s           |
| 3. | Primož Roglič      | Slowenien              | Jumbo-Visma           | + 8 s           |
| 4. | Jack Haig          | Australien             | Bahrain Victorious    | + 8 s           |
| 5. | Wilco Kelderman    | Niederlande            | Bora-Hansgrohe        | + 8 s           |
| 6. | Tadej Pogačar      | Slowenien              | UAE Team Emirates     | + 8 s           |
| 7. | David Gaudu        | Frankreich             | Groupama-FDJ          | + 8 s           |
| 8. | Sergio Higuita     | Kolumbien              | EF Education-Nippo    | + 8 s           |
| 9. | Bauke Mollema      | Niederlande            | Trek-Segafredo        | + 8 s           |
| 10. | Geraint Thomas     | Vereinigtes Königreich | Ineos Grenadiers      | + 8 s           |

## Gesamtstände
| \| Gesamtwertung \| Gesamtwertung \| Gesamtwertung \| Gesamtwertung \| Gesamtwertung \| \| Fahrer \| Fahrer \| Land \| Team \| Zeit \| \| ------------- \| ------------------ \| ---------------------- \| --------------------- \| --------------- \| \| 1. \| Julian Alaphilippe \| Frankreich \| Deceuninck-Quick Step \| 4 h 38 min 55 s \| \| 2. \| Michael Matthews \| Australien \| BikeExchange \| + 12 s \| \| 3. \| Primož Roglič \| Slowenien \| Jumbo-Visma \| + 14 s \| \| 4. \| Jack Haig \| Australien \| Bahrain Victorious \| + 18 s \| \| 5. \| Wilco Kelderman \| Niederlande \| Bora-Hansgrohe \| + 18 s \| \| 6. \| Tadej Pogačar \| Slowenien \| UAE Team Emirates \| + 18 s \| \| 7. \| David Gaudu \| Frankreich \| Groupama-FDJ \| + 18 s \| \| 8. \| Sergio Higuita \| Kolumbien \| EF Education-Nippo \| + 18 s \| \| 9. \| Bauke Mollema \| Niederlande \| Trek-Segafredo \| + 18 s \| \| 10. \| Geraint Thomas \| Vereinigtes Königreich \| Ineos Grenadiers \| + 18 s \| |                    |                        |                       |                 |
| |                    |                        |                       |                 |
| Quelle: ProCyclingStats |                    |                        |                       |                 |
| Gesamtwertung |                    |                        |                       |                 |
| Fahrer | Fahrer             | Land                   | Team                  | Zeit            |
| 1. | Julian Alaphilippe | Frankreich             | Deceuninck-Quick Step | 4 h 38 min 55 s |
| 2. | Michael Matthews   | Australien             | BikeExchange          | + 12 s          |
| 3. | Primož Roglič      | Slowenien              | Jumbo-Visma           | + 14 s          |
| 4. | Jack Haig          | Australien             | Bahrain Victorious    | + 18 s          |
| 5. | Wilco Kelderman    | Niederlande            | Bora-Hansgrohe        | + 18 s          |
| 6. | Tadej Pogačar      | Slowenien              | UAE Team Emirates     | + 18 s          |
| 7. | David Gaudu        | Frankreich             | Groupama-FDJ          | + 18 s          |
| 8. | Sergio Higuita     | Kolumbien              | EF Education-Nippo    | + 18 s          |
| 9. | Bauke Mollema      | Niederlande            | Trek-Segafredo        | + 18 s          |
| 10. | Geraint Thomas     | Vereinigtes Königreich | Ineos Grenadiers      | + 18 s          |

| Punktewertung | Punktewertung      | Punktewertung | Punktewertung         | Punktewertung |
| Fahrer        | Fahrer             | Land          | Team                  | Punkte        |
| ------------- | ------------------ | ------------- | --------------------- | ------------- |
| 1.            | Julian Alaphilippe | Frankreich    | Deceuninck-Quick Step | 50 P.         |
| 2.            | Michael Matthews   | Australien    | BikeExchange          | 43 P.         |
| 3.            | Ide Schelling      | Niederlande   | Bora-Hansgrohe        | 20 P.         |
| 4.            | Primož Roglič      | Slowenien     | Jumbo-Visma           | 20 P.         |
| 5.            | Jack Haig          | Australien    | Bahrain Victorious    | 18 P.         |
| 6.            | Caleb Ewan         | Australien    | Lotto-Soudal          | 17 P.         |
| 7.            | Wilco Kelderman    | Niederlande   | Bora-Hansgrohe        | 16 P.         |
| 8.            | Peter Sagan        | Slowakei      | Bora-Hansgrohe        | 15 P.         |
| 9.            | Tadej Pogačar      | Slowenien     | UAE Team Emirates     | 14 P.         |
| 10.           | David Gaudu        | Frankreich    | Groupama-FDJ          | 12 P.         |

| Bergwertung | Bergwertung        | Bergwertung | Bergwertung                        | Bergwertung |
| Fahrer      | Fahrer             | Land        | Team                               | Punkte      |
| ----------- | ------------------ | ----------- | ---------------------------------- | ----------- |
| 1.          | Ide Schelling      | Niederlande | Bora-Hansgrohe                     | 3 P.        |
| 2.          | Julian Alaphilippe | Frankreich  | Deceuninck-Quick Step              | 2 P.        |
| 3.          | Anthony Perez      | Frankreich  | Cofidis                            | 2 P.        |
| 4.          | Victor Campenaerts | Belgien     | Qhubeka NextHash                   | 1 P.        |
| 5.          | Danny van Poppel   | Niederlande | Intermarché-Wanty-Gobert Matériaux | 1 P.        |
| 6.          | Michael Matthews   | Australien  | BikeExchange                       | 1 P.        |

| Nachwuchswertung | Nachwuchswertung  | Nachwuchswertung       | Nachwuchswertung   | Nachwuchswertung |
| Fahrer           | Fahrer            | Land                   | Team               | Zeit             |
| ---------------- | ----------------- | ---------------------- | ------------------ | ---------------- |
| 1.               | Tadej Pogačar     | Slowenien              | UAE Team Emirates  | 4 h 39 min 13 s  |
| 2.               | David Gaudu       | Frankreich             | Groupama-FDJ       | + 0 s            |
| 3.               | Sergio Higuita    | Kolumbien              | EF Education-Nippo | + 0 s            |
| 4.               | Jonas Vingegaard  | Dänemark               | Jumbo-Visma        | + 0 s            |
| 5.               | Lucas Hamilton    | Australien             | BikeExchange       | + 30 s           |
| 6.               | Brent Van Moer    | Belgien                | Lotto-Soudal       | + 38 s           |
| 7.               | Mark Donovan      | Vereinigtes Königreich | Team DSM           | + 1 min 41 s     |
| 8.               | Joris Nieuwenhuis | Niederlande            | Team DSM           | + 1 min 41 s     |
| 9.               | Stefan Bissegger  | Schweiz                | EF Education-Nippo | + 1 min 41 s     |
| 10.              | Nils Eekhoff      | Niederlande            | Team DSM           | + 1 min 49 s     |

| Mannschaftswertung | Mannschaftswertung    | Mannschaftswertung     | Mannschaftswertung |
| Team               | Team                  | Land                   | Zeit               |
| ------------------ | --------------------- | ---------------------- | ------------------ |
| 1.                 | Jumbo-Visma           | Niederlande            | 13 h 57 min 44 s   |
| 2.                 | Astana-Premier Tech   | Kasachstan             | + 0 s              |
| 3.                 | Team BikeExchange     | Australien             | + 25 s             |
| 4.                 | Trek-Segafredo        | Vereinigte Staaten     | + 38 s             |
| 5.                 | Bahrain Victorious    | Bahrain                | + 41 s             |
| 6.                 | Deceuninck-Quick Step | Belgien                | + 1 min 28 s       |
| 7.                 | EF Education-Nippo    | Vereinigte Staaten     | + 1 min 36 s       |
| 8.                 | Ineos Grenadiers      | Vereinigtes Königreich | + 2 min 08 s       |
| 9.                 | Movistar Team         | Spanien                | + 3 min 17 s       |
| 10.                | Team DSM              | Deutschland            | + 3 min 25 s       |

## Ausgeschiedene Fahrer
- Jasha Sütterlin (Team DSM): nach Sturz mit Handverletzung aufgegeben
- Ignatas Konovalovas (Groupama-FDJ): nach Sturz mit Gehirnerschütterung aufgegeben
- Cyril Lemoine (B&B Hotels): nach Sturz mit Rippenbrüchen, Pneumothorax und Kopfwunde aufgegeben[6]